# Семей
Семе́й (каз. Семей / Semeiо файле; до 2007 года — Семипала́тинск) — один из крупнейших городов на востоке Казахстана, административный центр Абайской области, расположенный по обоим берегам реки Иртыш.
Основание крепости произошло в 1718 году и связано с указом Петра I о защите восточных земель и начале возведения Прииртышских укреплений. Город с 1782 по 1917 годы был центром Семипалатинской губернии и области. С 8 июня 2022 года Семей является центром вновь созданной Абайской области.
Город расположен в 740 км к востоку от столицы Казахстана Астаны. До границы и пограничного перехода с Российской Федерацией 125 км на северо-восток. Через областной центр Абайской области проходит международная трасса М38 (Омск — Майкапшагай), соединяющую Россию, Казахстан и Китай. На территории, прилегающей городу и области, расположен уникальный ленточный сосновый бор.
Сегодня Семей занимает территорию площадью 210 км², а население города превышает 328 тысяч человек, что придаёт ему статус города областного значения. Это девятый по численности населения город Казахстана.
На протяжении истории Семей является важным культурным, образовательным, торговым и логистическим центром северо-востока Казахстана и края. В Казахстане Семей считается культурной столицей, так как многие его выходцы являются основоположниками казахской культуры и творчества. Многие значимые и исторические события в истории Казахстана были связаны с Семипалатинском, поэтому город обладает особым статусом «исторического центра Казахстана», а также родиной казахстанского футбола.
В 1917—1927 годах бывшая часть Семипалатинска «Заречная Слободка» носила наименование «город Алаш». При провозглашении Алашской автономии (13 декабря 1917 года) пригород Семипалатинска являлся местом временного пребывания «временного народого совета» то есть столицей «Алаш Орды». 15 сентября 1927 года решением Семипалатинского городского совета город Алаш был переименован в Жанасемей и в данное время является левобережным городским районом Семея.

## Этимология
Название Семипалатной крепости, а затем и города Семипалатинска происходит от семи буддийских калмыцких храмов, существовавших неподалёку от джунгарского поселения Доржинкит (монг. Цорджийнкийд). Об этих храмах русские исследователи знали ещё в 1616 году, поэтому основанной крепости у южных границ Российский империи и было дано такое название. В 1660—1670 годах эти сооружения подвергались разрушению в ходе частых казахско-джунгарских войн, поэтому в 1734 году Г. Ф. Миллер, собиравший о них предания, обнаружил эти палаты в полуразрушенном состоянии:
Так называемые «Семь-Палат» лежат на восточном берегу Иртыша… Калмыки называют их Дархан-Зорджин-Кит, говоря, что здания эти построил некий жрец Дархан-Зорджи, который и пребывал в них. Когда это было, они не знают. В Тюмени… я нашёл в архиве грамоту царя Михаила Фёдоровича от 25 октября 7125 (1616) года, в которой эти здания упомянуты под именем «каменных мечетей». К этому времени они, может быть, и относятся. Судя по материалу, из которого они сделаны, они едва ли могут быть древнее. Я не придавал бы им даже такой древности, если бы в пользу её не говорила упомянутая грамота…
В конце XVIII века П. Палласу, посетившему Семипалатинск, удалось сделать зарисовки развалин этих палат. Однако в подробном описании Семипалатинской крепости, относящемся к 1816 году, они уже не упоминались.
Путешественник и спутник академика Фалька подлекарь Барданес посетил Семипалатинск в августе 1771 года. Он так описывает состояние построек:
Развалины семи каменных Татарских или Монгольских домов, называемых Семипалат и давших крепости оное название, стоят в 2 верстах выше крепости, на горном берегу против меновнаго двора. Один из сих домов четырёхугольный, шириною в 6 сажень, стены вышиною в 10, а толщиною в 5 футов, в нём одна дверь и два окна. Одна стена много обвалилась, прочия же все целы и выстроены из твёрдого серого кирпича с крепким мертелем. Другое строение походит на первое и шириною в 4 сажени. Третье в 8 саженях от второго, длинною в 7 а шириною в 4 сажени. Стены построены из чёрного плитника, вышиною в 1,5 сажени, а толщиною в 3 фута. От четвёртого строения стоит только кирпичная стена с дверью и окном. От пятого виден только фундамент, доказывающий, что строение было длиною в 5½, а шириною в 2½ сажени с 3 отделениями; также и от шестого остался только фундамент, длинною в 15, а шириною в 34 сажени; все находятся поблизости. Седьмое строение стоит от прочих в 242 сажени, или полверсты. Оно гораздо новее, длиною и шириною в 3 сажени, а вышиною в 7 футов; стены выведены из новых и не крепких кирпичей, кровля дощатая и сгнившая и обвалившаяся. За несколько лет они были в лучшем состоянии, но после того Козаки брали из них кирпич для изращатных печей. На них находились Тангутские надписи, которые также изгладились. Историю сих развалин предоставляю я испытателям древности.
В 19 веке до реформы Байтурсынова название города по-казахски писалось سیمای. После реформы орфографии написание изменилось на سەمەي. В 1929 году, после перевода казахского языка на латиницу, название города стало писаться Semej. В варианте латиницы 1938 года — Semei. Когда в 1940 году был принят кириллический алфавит С. А. Аманжолова, название города на казахском языке обрело современное написание Семей.
19 июня 2007 года депутаты городского маслихата проголосовали за переименование города. Причиной переименования, по заявлению председателя сессии Куата Мирашева, была прочная ассоциация у инвесторов и народа имени города с Семипалатинским ядерным полигоном, хотя и расположенным в 130 км от Семипалатинска. 21 июня 2007 года Указом Президента Республики Казахстан город Семипалатинск был переименован в город Семей, в честь близлежащего хребта Семей-Тау.

## История

### Основание и развитие города

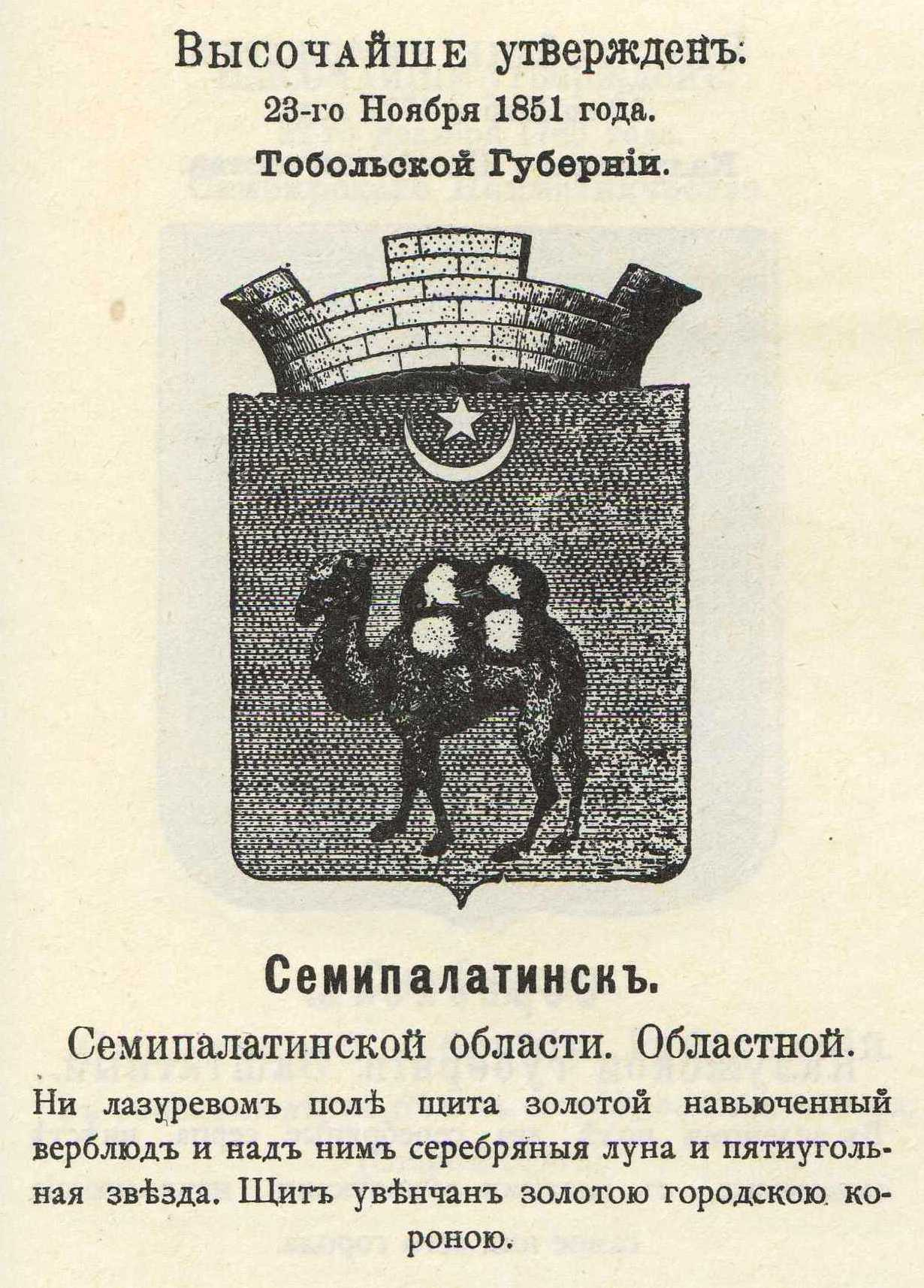
Герб Семипалатинска 1851 года с официальным описанием

Герб Семипалатинской области 1878 года

Семипалатная крепость была основана царским воеводой Василием Чередовым и его отрядом в 1718 году на 18 км ниже по Иртышу от современного положения города в связи с Указом Петра I о защите восточных земель и южных границ путём строительства Прииртышских линий укреплений как продолжение сибирской линии укреплений. Иртышская линия была построена в царствование Елизаветы Петровны (первые пять крепостей были построены при Петре I) вдоль реки Иртыша от Омской крепости на западе (где кончалась Колыванская линия) до Усть-Каменногорской крепости на востоке. Предназначалась для защиты сибирских владений России с создававшейся промышленностью от набегов кочевников с юга, особенно от Джунгарского ханства, от которого немало страдали и казахи.
Крепость была укреплена и приведена в полное вооружение уже осенью 1718 года под наблюдением полковника Ступина. В настоящее время место расположения Семипалатной крепости называется «Старая Крепость» и является местом отдыха горожан.
Крепость, которая была основана как пограничная и военно-опорная база, по мере роста становилась важным торговым пунктом между Россией и Туркестаном, а в дальнейшем между Россией, Средней Азией и Западным Китаем. Для торговли сюда приезжали джунгарские калмыки, кокандцы, бухарцы, ташкентцы. Поэтому с 1728 года для контроля над торговыми операциями была учреждена таможенная служба, которая находилась в подчинении Сибирского приказа, располагавшегося в Москве под управлением Государственной Коммерц-Коллегии.
В 1776 году для развития Семипалатинской крепости генерал-губернатор Западной Сибири направил сюда инженера-капитана И. Г. Андреева, который перестроил крепость, соорудил мосты, сделал планы и карты военных укреплений. В 1782 году Семипалатинск стал уездным городом Колыванского наместничества, были учреждены городские дума и суд. В 1797 году Семипалатинск был причислен к Тобольской губернии. 1 октября 1854 года Семипалатинск стал областным центром вновь организованной Семипалатинской области, население которой в 1858 году составило 26148 человек. В 1863 году в Семипалатинске функционировали одно уездное училище с женской школой при нём, 2 церковно-приходских училища, 14 казачьих и 9 частных татарских школ. Женская школа в 1864 году была преобразована в училище второго разряда. Инфраструктура в городе также постоянно развивалась: в 1873 году город был оснащён телеграфом, в 1906 году — водным сообщением благодаря открытию на Иртыше судоходства, в 1910 году — телефонной связью и первым в Казахстане водопроводом.
В первой половине XIX века Семипалатинский уезд, где жили кочевые казахи, являлся малоизученным для российских царских чиновников и русских переселенцев регионом. Тогда в уезде проживали 13 000 найманов, 5726 уаков и 1250 кереев, малочисленных аргынов и тарактинцев.
Найманы занимали все земли города, в основном жили на центре, юге, востоке и частично севере уезда. Род каратай поселился на севере Семипалатинска, роды Матай (отделение Карауылжасак) и Каракерей в районе гор Чингизтауа, а род Бура — возле Каркаралинска. Жили на всех берегах реки Иртыш, они расселялись на всех территориях Семипалатинской области. Занимали эти рода всего 36 волостей.
Уаки жили южнее города Семипалатинска возле озера Ащиколь, в районе гор Семейтау, Аркалык, Бельтерек и в верховьях реки Ащи-су. На правом берегу реки Иртыш они расселялись на территориях в северной части уезда между нынешними посёлками Лебяжье и Чёрный.
Кереи занимали Арчалинскую волость на северо-востоке уезда. Они относились к отделениям родов аксары (отделение Куттыбай), курсары и сибан (отделение Шокматар). Также кереи жили в Малыбаевской волости и в других частях Семипалатинского уезда.
В XIX веке Семипалатинск был местом политической ссылки. В 1854—1859 годах в городе проживал сосланный русский писатель Ф. М. Достоевский, который написал в Семипалатинске ряд своих произведений, в том числе «Записки из Мёртвого дома», «Дядюшкин сон», «Село Степанчиково и его обитатели». За время ссылки он встретился с П. П. Семёновым-Тянь-Шанским, Ч. Валихановым и Г. Н. Потаниным. В городе также отбывали ссылку студент Е. П. Михаэлис, народовольцы Н. Долгополов, П. Лобановский, С. Гросс, А. Леонтьев, Н. Коншин и другие. В это же время в городе учился и жил казахский поэт Абай Кунанбаев, на которого оказало большое влияние общение с Михаэлисом, Долгополовым и Гроссом.
Благодаря инициативе ссыльного Михаэлиса в 1878 году в городе был образован Областной статистический комитет, первым секретарём которого был назначен сам Михаэлис, а в 1883 году по его же инициативе основан подотдел Западно-Сибирского отдела Императорского Русского географического общества — Семипалатинский филиал Географического общества. В числе активных деятелей этого филиала были А. Н. Белослюдов и В. Н. Белослюдов, первый из которых собирал казахский фольклор, а второй — будучи художником-этнографом, создал многочисленные рисунки.
На рубеже XIX—XX веков в городе работали мужская и женская классические гимназии; с 23 сентября 1903 года — учительская семинария, в которой, среди прочих, обучались Мухтар Ауэзов и Каныш Сатпаев. Историю Семипалатинска и его окрестностей исследовал известный историк и географ Н. А. Абрамов. В экономическом плане в конце XIX — начале XX веков в области создавалась промышленность, в основном ориентированная для первичной обработки сырья на вывоз — здесь заготавливались шерсть и кожи для крупных российских фирм и суконных фабрик военного ведомства.

### Советский период

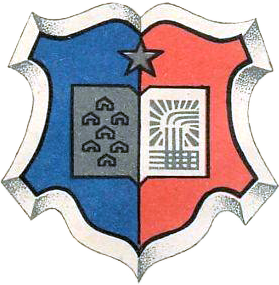
Советский герб Семипалатинска с конверта 1966 года

После Октябрьской революции 1917 года советская власть в городе была установлена 16 февраля 1918 года. В 1918—1919 годах Семипалатинск находился под управлением белых правительств.
В 1920—1928 годах город являлся центром Семипалатинской губернии, в 1928—1932 годах — центром округа, с 1932 года, когда было произведено разделение Казахстана на области, город стал центром Восточно-Казахстанской области, а с 1939 года — Семипалатинской области.
В 1930-х годах в городе были построены крупные предприятия и элементы инфраструктуры: в 1930 году через город была проведена Туркестано-Сибирская железная дорога, в рамках 1-й пятилетки был построен один из крупнейших в СССР мясоконсервных комбинатов, также были сооружены мельничный комбинат, новый кожевенный завод, овчинный завод со специальной лабораторией, судоремонтный завод.
Во время Великой Отечественной войны на территории области с 1941 года формировались 238-я и 8-я стрелковые дивизии. 3 мая 1942 года 238-я дивизия была награждена орденом Красного Знамени, 24 мая 1942 года была преобразована в 30-ю гвардейскую, а 3 ноября 1944 года ей было присвоено почётное наименование «Рижской». 8-я дивизия начала боевые действия под Воронежем, участвовала в Курской битве. 5 марта 1944 года ей присвоено почётное наименование «Ямпольской». За годы войны званиями Героя Советского Союза были удостоены 56 семипалатинцев, среди которых М. Абеулов, В. В. Буторин, З. Белибаев, В. А. Засядко, М. К. Меркулов, Н. Н. Силин и другие. 13 человек, в числе которых Ф. Адильбаев, М. Аубакиров, П. П. Борков, Н. Ф. Кужелев, Ф. Е. Маслин, В. Н. Кондратьев, В. А. Осипов, С. Рубаев, Б. Хайдаров и другие, стали кавалерами ордена Славы трёх степеней.
29 августа 1949 года на Семипалатинском ядерном полигоне было проведено первое в СССР испытание ядерного оружия — бомбы мощностью в 22 килотонны. Постановлением Совета Министров СССР № 2939—955 от 21 августа 1947 года полигон получил новое название — «Учебный полигон № 2 Министерства Вооружённых Сил СССР (войсковая часть 52605)». Первым начальником «Учебного полигона № 2» был участник Великой Отечественной войны, фронтовой артиллерист генерал-лейтенант артиллерии П. М. Рожанович, научным руководителем — заместитель директора Института химической физики Академии наук СССР М. А. Садовский. В 1949—1989 годах на Семипалатинском ядерном полигоне было произведено не менее 456 ядерных испытаний, в которых было взорвано не менее 616 ядерных и термоядерных устройств, в том числе не менее 30 наземных ядерных взрывов и не менее 86 воздушных.
Город Семипалатинск в советский период играл огромную роль в развитии оборонной промышленности всей страны. Большинство предприятий, фабрик и заводов города работали не на отдельную республику, а на Министерство обороны СССР. В частности, семипалатинский мясокомбинат выпускал мясоконсервную продукцию, известную не только в СССР, но и во всех соцстранах, где был расположен советский военный или инженерно-технический контингент.

### Современный Казахстан

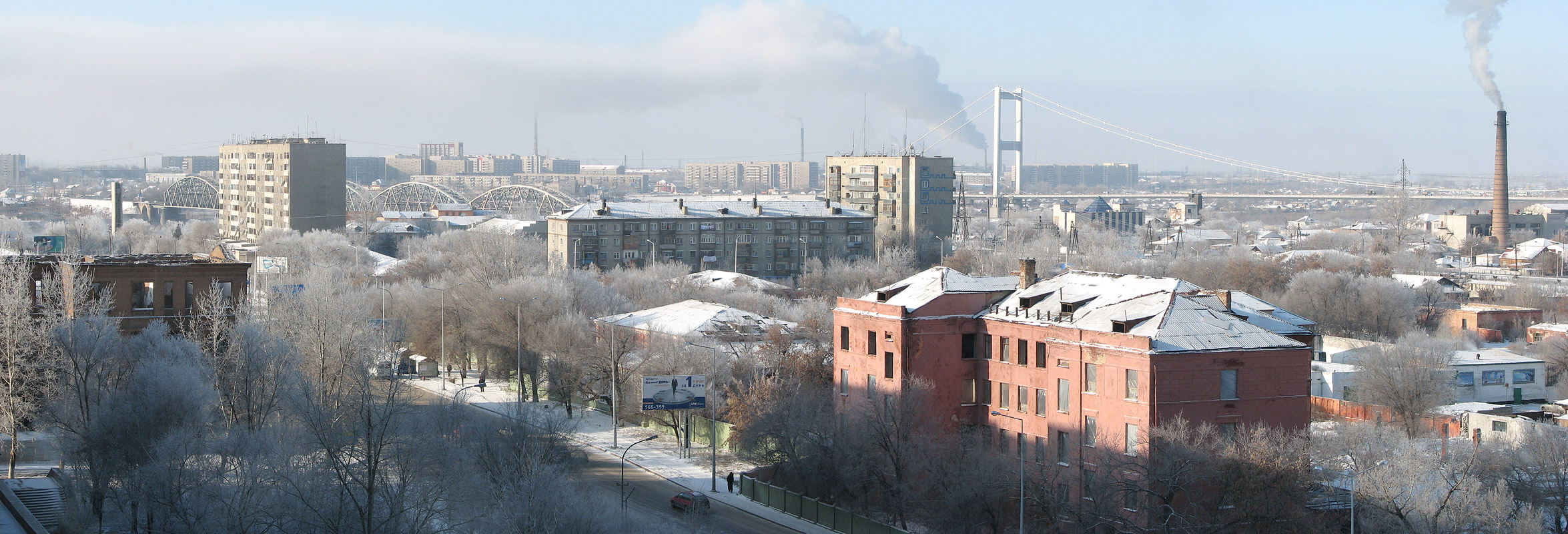
Вид на город со стороны проспекта Шакарима

В 1991 году под давлением народного движения «Невада — Семипалатинск», ведомого известным казахским поэтом и общественным деятелем Олжасом Сулейменовым, был закрыт Семипалатинский ядерный полигон.
В связи с распадом СССР и закрытием Семипалатинского испытательного ядерного полигона, город потерял оборонный заказ от министерства обороны и лишился стратегического значения. Многие предприятия и фабрики вынуждены были закрыться.
Согласно Указу Президента Республики Казахстан от 03.05.1997 № 3483В «О дальнейших мерах по совершенствованию административно-территориального устройства Республики Казахстан», Семипалатинская область была упразднена и включена в состав Восточно-Казахстанской области, административным центром которой является город Усть-Каменогорск, а Семипалатинск потерял статус областного центра, став городом областного значения.
В 2001 году был открыт новый городской подвесной мост, строительство которого велось с 1998 года. Участие в сооружении объекта принимали японская фирма «Исикавадзима-Харима Хеви Индастриз Компани» и турецкая «Аларко Алсим» с участием казахстанских строителей. Планы по строительству возникли после прихода в негодность старого автомобильного моста. Длина главного пролёта моста составляет 750 м, общая длина 1086 м, ширина — 35 м. По мосту пролегают две трёхполосные проезжие дороги, каждая полоса шириной 3,75 метров.
21 июня 2007 года Семипалатинск был переименован в город Семей.
16 марта 2022 года Президент Республики Казахстан Касым-Жомарт Токаев, во время совместного заседания палат Парламента, выступил с Посланием народу Казахстана, где предложил создать Абайскую область, куда войдут те же районы и города, что и были в Семипалатинской, а Семей вновь станет областным центром.
Область была образована 8 июня 2022 года в соответствии с указом президента Казахстана от 4 мая 2022 года.
В 2024 году на острове Бейбитшилик восстановили детская железная дорога, которая действовала с 1979 года по 1990-е годы.

## География

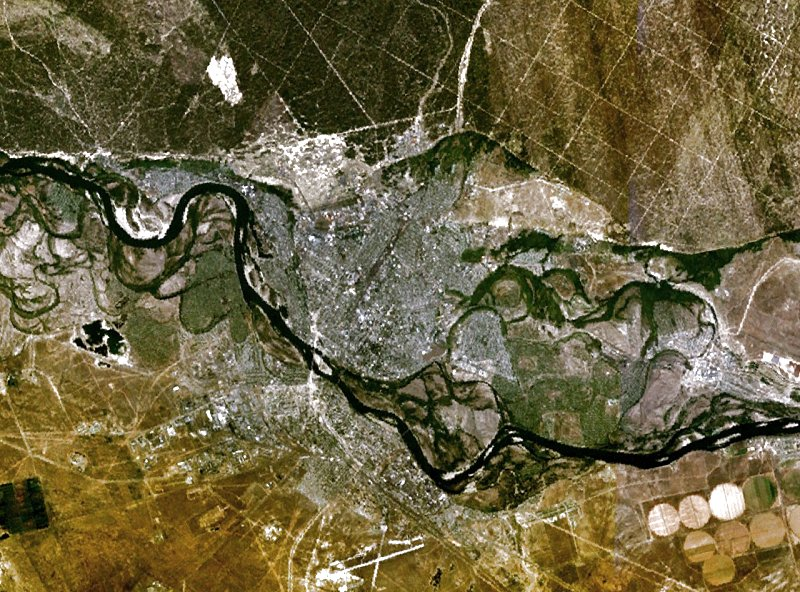
Снимок города Семей с космического спутника

Город Семей находится в северной части Абайской области и является первым по величине и населению городом области и её административным центром. Расположен по обоим берегам протекающей через город реки Иртыш. Левобережье города называют Жана-Семей (в переводе с каз. — «Новый Семей»). Площадь города занимает 210 км². Расстояние до бывшего областного центра города Усть-Каменогорска составляет 220 км.

## Климат
Климат региона — резко континентальный, что связано с наибольшим удалением на материке от океанов и обуславливает большие амплитуды в годовом и суточном ходе температуры. Территория района Семея открыта для арктического бассейна с севера, однако изолирована горными системами Азии от влияния Индийского океана.
Средняя годовая температура составляет 4,3 °C. Имеются большие колебания температуры в суточном ходе. Зимой температура может достигать −48,6 °C, а летом 42,5 °C. Средняя годовая скорость ветра составляет 2,3 м/с, средняя годовая влажность воздуха — 66 %.
| Показатель                    | Янв.  | Фев.  | Март  | Апр.  | Май  | Июнь | Июль | Авг. | Сен. | Окт.  | Нояб. | Дек.  | Год   |
| ----------------------------- | ----- | ----- | ----- | ----- | ---- | ---- | ---- | ---- | ---- | ----- | ----- | ----- | ----- |
| Абсолютный максимум, °C       | 5,3   | 6,8   | 24,4  | 33,0  | 37,6 | 39,5 | 42,1 | 42,5 | 38,2 | 29,5  | 19,5  | 7,6   | 42,5  |
| Средний суточный максимум, °C | −9,4  | −7,6  | −0,3  | 13,4  | 22,1 | 27,1 | 28,6 | 27,0 | 20,6 | 12,0  | 0,6   | −6,7  | 10,6  |
| Средняя температура, °C       | −14,2 | −13,3 | −5,8  | 6,6   | 14,8 | 20,1 | 21,7 | 19,5 | 12,7 | 5,2   | −4,3  | −11,1 | 4,3   |
| Средний суточный минимум, °C  | −19,2 | −18,8 | −10,9 | 0,3   | 7,2  | 12,6 | 14,9 | 12,0 | 5,3  | −0,3  | −8,5  | −15,7 | −1,8  |
| Абсолютный минимум, °C        | −46,8 | −45,3 | −39,1 | −26,1 | −9,9 | −1   | 4,3  | −0,7 | −8,2 | −20,8 | −48,6 | −45,8 | −48,6 |
| Норма осадков, мм             | 15    | 15    | 16    | 16    | 28   | 29   | 50   | 22   | 15   | 21    | 26    | 22    | 275   |
| Источник: Погода и климат     |       |       |       |       |      |      |      |      |      |       |       |       |       |

### Экология
Согласно классификации территорий, подвергшихся воздействию радиоактивных осадков при проведении ядерных испытаний на Семипалатинском испытательном ядерном полигоне, Семипалатинск относится к зоне повышенного радиационного риска (доза воздействия на население от 7 до 35 бэр за весь период испытания). Территории, окружающие Семипалатинск, были отнесены к категории максимального риска.

## Население

### Численность и состав
Малый энциклопедический словарь Брокгауза и Ефрона, изданный в 1909 году, сообщает следующие сведения о Семипалатинске и Семипалатинском уезде начала XX века:
… 31965 жителей (магометан 41 %, православных 58 %); паровые мельницы; 3 больницы, 2 библиотеки, областной музей; 18 учебных заведения с 1954 учащимися; телефон. Городские расходы 98 тыс. руб.; … Уезд; в восточной ч. области; степь частью чернозёмная, частью глинисто-солонцеватая; 64479 кв. в.; 157 тыс. жителей; киргизов (78 %), оседлого населения киргизского (казахи) и русского 30 %; земледелие, скотоводство, пчеловодство, рыболовство.
Население Семипалатинска динамично росло с момента основания вплоть до распада СССР, согласно переписи населения 1989 года в городе проживало более 317 тыс. человек. Однако в первое десятилетие независимости Казахстана численность населения стала падать частично из-за оттока русскоязычного населения, а затем из-за потери статуса областного центра, и в 1999 году в городе проживали 269,6 тыс. человек.
| Численность населения Республики Казахстан по полу в разрезе областей, городов, районов и районных центров и посёлков | Численность населения Республики Казахстан по полу в разрезе областей, городов, районов и районных центров и посёлков | Численность населения Республики Казахстан по полу в разрезе областей, городов, районов и районных центров и посёлков | Численность населения Республики Казахстан по полу в разрезе областей, городов, районов и районных центров и посёлков | Численность населения Республики Казахстан по полу в разрезе областей, городов, районов и районных центров и посёлков | Численность населения Республики Казахстан по полу в разрезе областей, городов, районов и районных центров и посёлков | Численность населения Республики Казахстан по полу в разрезе областей, городов, районов и районных центров и посёлков | Численность населения Республики Казахстан по полу в разрезе областей, городов, районов и районных центров и посёлков | Численность населения Республики Казахстан по полу в разрезе областей, городов, районов и районных центров и посёлков |
| 1881 | 1897 | 1910 | 1926 | 1939 | 1959 | 1970 | 1979 | 1989 |
| --- | --- | --- | --- | --- | --- | --- | --- | --- |
| 17 820 | ↗26 353 | ↗34 400 | ↗56 100 | ↗109 700 | ↗149 800 | ↗235 735 | ↗282 574 | ↗334 402 |
| 1991 | 1999 | 2004 | 2005 | 2006 | 2007 | 2008 | 2009 | 2010 |
| ↗344 700 | ↘269 574 | ↘268 998 | ↗273 781 | ↗277 261 | ↗279 910 | ↗282 110 | ↗299 264 | ↗301 471 |
| 2011 | 2012 | 2013 | 2014 | 2015 | 2016 | 2017 | 2018 | 2019 |
| ↗303 348 | ↗305 795 | ↗309 772 | ↗312 056 | ↗313 726 | ↗318 084 | ↗321 159 | ↗321 900 | ↗323 138 |
| 2020 | 2021 | | | | | | | |
| ↗324 043 | ↗324 481 | | | | | | | |

Численность населения на всей территории акимата города Семей, включая жителей сельских округов и посёлков на 1 июля 2020 года составляло 350,6 тысяч человек.
На начало 2023 года непосредственная численность городских жителей составляет 328 782 человек. Национальный состав населения города Семей (на начало 2023 года):
- казахи — 241 217 чел. (73,37 %)
- русские — 67 831 чел. (20,63 %)
- татары — 8928 чел. (2,72 %)
- немцы — 3758 чел. (1,14 %)
- украинцы — 2110 чел. (0,64 %)
- белорусы — 565 чел. (0,17 %)
- уйгуры — 521 чел. (0,16 %)
- узбеки — 451 чел. (0,14 %)
- корейцы — 347 чел. (0,11 %)
- другие — 3054 чел. (0,93 %)
- Всего — 328 782 чел. (100,00 %)

## Религия
До 1917 года в Семипалатинске функционировало 12 мечетей, из которых сохранились только четыре. Ещё четыре мечети были возведены после обретения Казахстаном независимости.

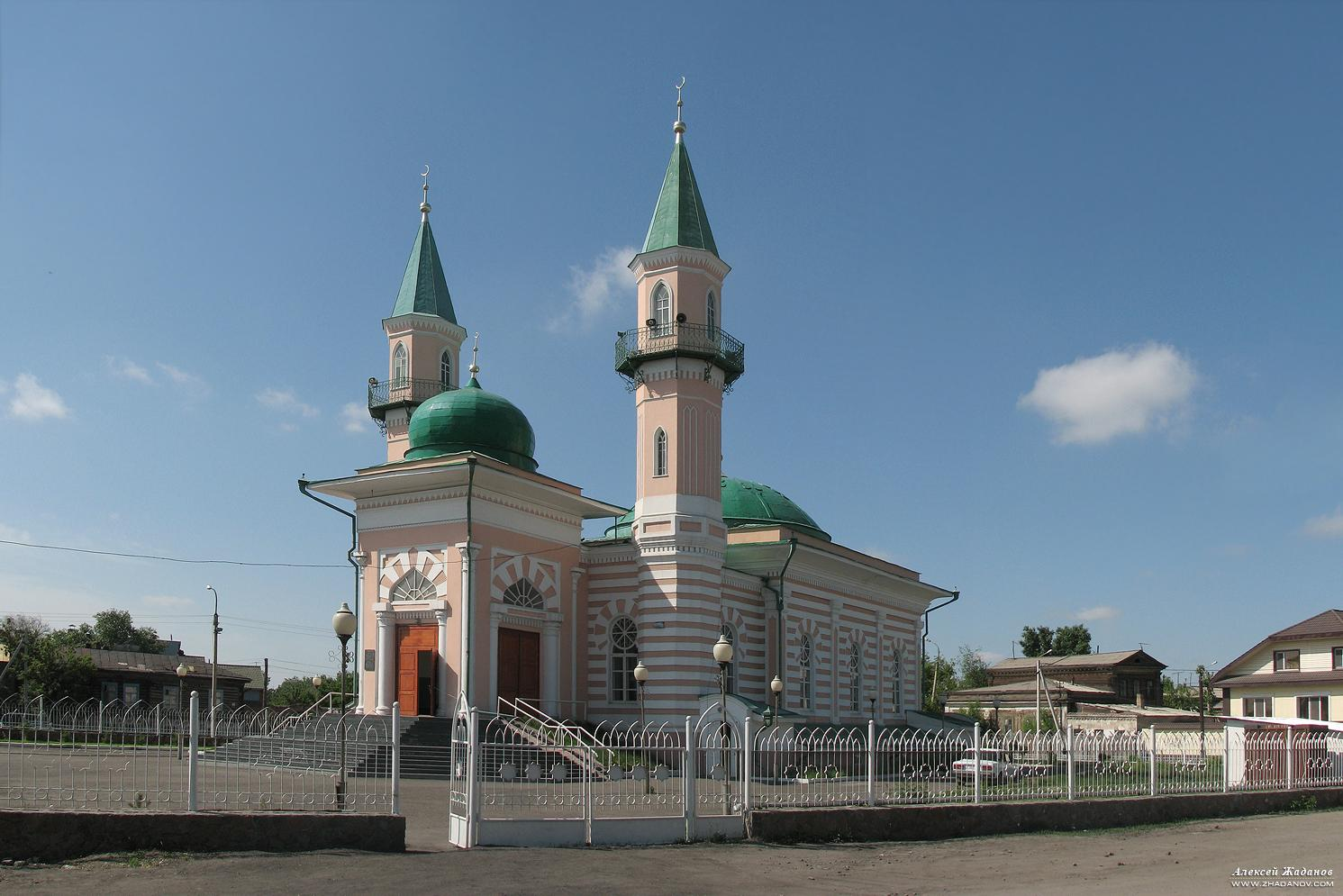
Двухминаретная соборная мечеть

- Двухминаретная соборная мечеть была построена в 1858—1861 годах на деньги купцов Сулейменова, Рафикова и Абдешева. Авторами проекта мечети выступили архитектор Болотов и инженер — подпоручик Макашев. Два минарета расположены на углах основного зала в портальной части. В минареты из зала ведут двери, через которые можно подняться на верхние площадки минаретов по спиралевидным лестницам. Оба минарета также завершаются золочёнными полумесяцами. Имеется портальное помещение с тремя дверями на высоком крыльце, которое завершено луковичным куполом без барабана. Двери и углы портала фланируются полуколоннами с капителями. Оконные проёмы над дверьми повторяют по рисунку малый купол. Всего здание мечети содержит 14 окон в форме прямоугольника в сочетании с кругом[46].
- Одноминаретная каменная мечеть, расположенная на пересечении улиц Габдулы Тукая и Гагарина, была построена в первой половине XIX века стамбульским архитектором Габдуллой-эффенди. Архитектура мечети характеризуется двухъярусным минаретом круглой формы, завершённым высоким конусообразным покрытием с золочённым полумесяцем. Мечеть состоит из равного по площади здания подвального помещения, которое разделено на четыре равных отсека, каждый из которых имеет две двери. Под подвальной частью расположен тамбур, вход в который сделан из ближнего подвального отсека. Основной зал представляет собой трёхмерное помещение с нишей мирхабом — трёхгранным выступом в алтарной части, который ориентирован на Мекку. На высоком крыльце имеется портальное помещение с резной дверью. Здание мечети содержит 16 окон прямоугольной формы, увенчанных кругом и обработанных с внешней стороны по окружности ложными камнями. Мечеть окружена кованной изгородью[46].

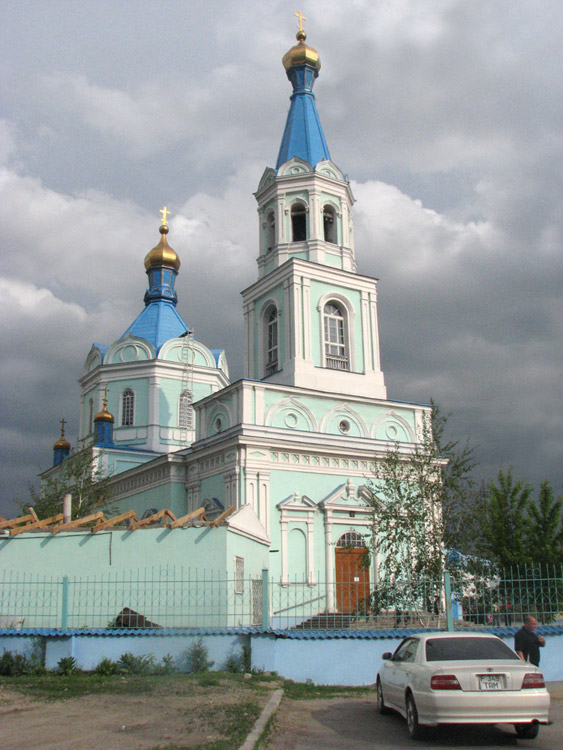
Воскресенский собор

Православное христианство широко распространено в Семее, в городе функционируют Воскресенский собор, женский монастырь с церковью Петра и Павла, часовня Николая Святителя и др.
- Воскресенский собор был построен как Воскресенская казачья церковь в 1857—1860 годах в основном на народные средства по инициативе отставного казачьего урядника Митрофанова-Казакова. В настоящее время он является единственным православным храмом из большого числа существовавших до 1920—1930-х годов. В начале 1930-х годов после разрушения самого большого храма Семипалатинска — Знаменского собора в Воскресенский собор были переданы иконы и иконостас. В 1998 году под купол собора вновь установили колокола[47].
- Женский монастырь расположен в левобережной части города в двухэтажном кирпичном здании 1899 года постройки с высоким цокольным этажом. Здание является памятником гражданской архитектуры XIX века. До 1917 года в нём была расположена церковь Петра и Павла и духовная миссия для новокрещённых киргизов (казахов), где крестили казахских детей-сирот, которые в дальнейшем жили и работали там. В советский период здание передали топографическому техникуму. В настоящее время в нём вновь находится церковь Петра и Павла и женский монастырь[48].

## Экономика
Потеряв статус областного центра, город пережил сложный период экономического спада.

### Промышленность
Объём продукции обрабатывающей промышленности за 2011 год составил 83,9 млрд тенге.

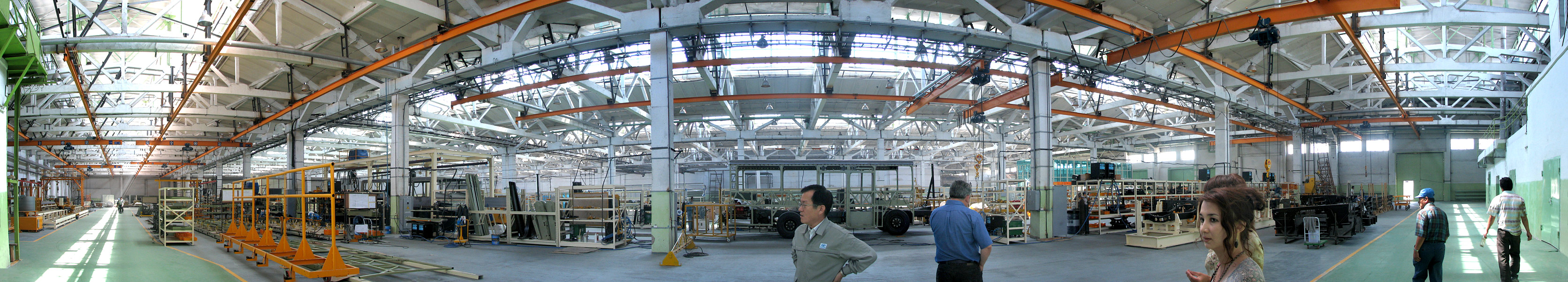
Панорама сборочного цеха Семейского автобусного завода

Наиболее крупными промышленными предприятиями города являются: цементный завод, мясоконсервный комбинат, кож-мех-комбинат, завод стройматериалов, машиностроительный, метизный и танкоремонтный заводы. Машиностроительная промышленность города представлена компаниями АО «Семипалатинский машиностроительный завод», ТОО «Семипалатинский автобусный завод», ТОО «Металлист».
Предприятия города обеспечивают сырьём всю местную строительную промышленность. АО «Цемент», АО «Силикат», АО «Тасоба», комбинаты сборного железобетона производят цемент, шифер, кирпич, железобетонные изделия. В городе также налаживается производство облицовочных плит из габбро, мрамора, гранита и др.
В городе традиционно развита лёгкая промышленность. Семипалатинский кожевенно-меховой комбинат является одним из лидирующих производителей шубно-меховых изделий и кожевенных полуфабрикатов в Казахстане. На основе объединения «Большевичка» было создано ТОО «Семспецснаб» просуществовавшее до 2023 года, которое осуществляет пошив форменной одежды военнослужащих Министерства обороны Казахстана, внутренних и пограничных войск, других силовых структур страны, а также пошив национальной одежды, халатов и др.
Пищевая промышленность в Семее представлена мясокомбинатом, мукомольно-комбикормовым комбинатом, молочными производствами, предприятиями по выпуску вино-водочной продукции, пива и безалкогольных напитков. АО «Восточно-Казахстанский мукомольно-комбикормовый комбинат» является одним из крупнейших в стране предприятий, в его состав входят мукомольный завод мощностью переработки зерна 505 т в сутки и комбикормовый завод мощностью 1100 т в сутки.
Одно из ведущих предприятии города является угольно-добывающая компания АО «Каражыра». Месторождение расположено в 135 км к юго-западу от города Семей в Жана-Семейском районе Восточно-Казахстанской области. Численность работников АО «Каражыра» составляет 1200 человек. Промышленные запасы угля месторождения Каражыра составляют 1 миллиард 231 млн тонн. Площадь месторождения составляет 21,4 км². С городом Семей месторождение связано шоссейной дорогой. Угольное месторождение Каражыра было открыто в 1967 году, в год 50-летия Октябрьской революции, и в честь этого события месторождение было названо Юбилейным. Добыча угля в небольшом объёме началась в 1990 году. За кратчайшее время, для увеличения объёмов добычи угля к разрезу было подведено около 100 км железнодорожных путей, линии электропередач, а также другие необходимые коммуникации. За годы эксплуатации разреза с начала освоения угольного месторождения и по состоянию на 1 сентября 2013 года добыто более 76 млн тонн угля, выполнено вскрышных работ в объёме более 158 млн кубических метров. За 2011 год разрезом было добыто рекордное за историю освоения разреза количество угля 6,05 млн тонн.
На сегодняшний день компания является одним из крупнейших угольных предприятий Казахстана.

### Сельское хозяйство
В 2009 году на территории, управляемой администрацией города, было посеяно 747,3 га зерновых культур, 107,2 га бахчевых, 3013 га картофеля, 1294 га овощей и 267 га кормовых культур. По состоянию на 1 июля 2009 года насчитывалось 51,6 тыс. голов крупного рогатого скота, 266,9 тыс. овец и коз, 4,3 тыс. свиней, 18,6 тыс. лошадей и 934,7 тыс. голов птицы. За первые шесть месяцев 2009 года произведено 7277 т мяса, 14 285 т молока, 50,8 млн штук яиц и 356 т шерсти. В соответствии с областной программой создания мясо-молочного пояса вокруг города предусмотрена поставка мясо-молочной продукции из близлежащих Бородулихинского, Бескарагайского, Шемонаихинского, Абайского, Жарминского и Тарбагатайского районов.

## Транспорт

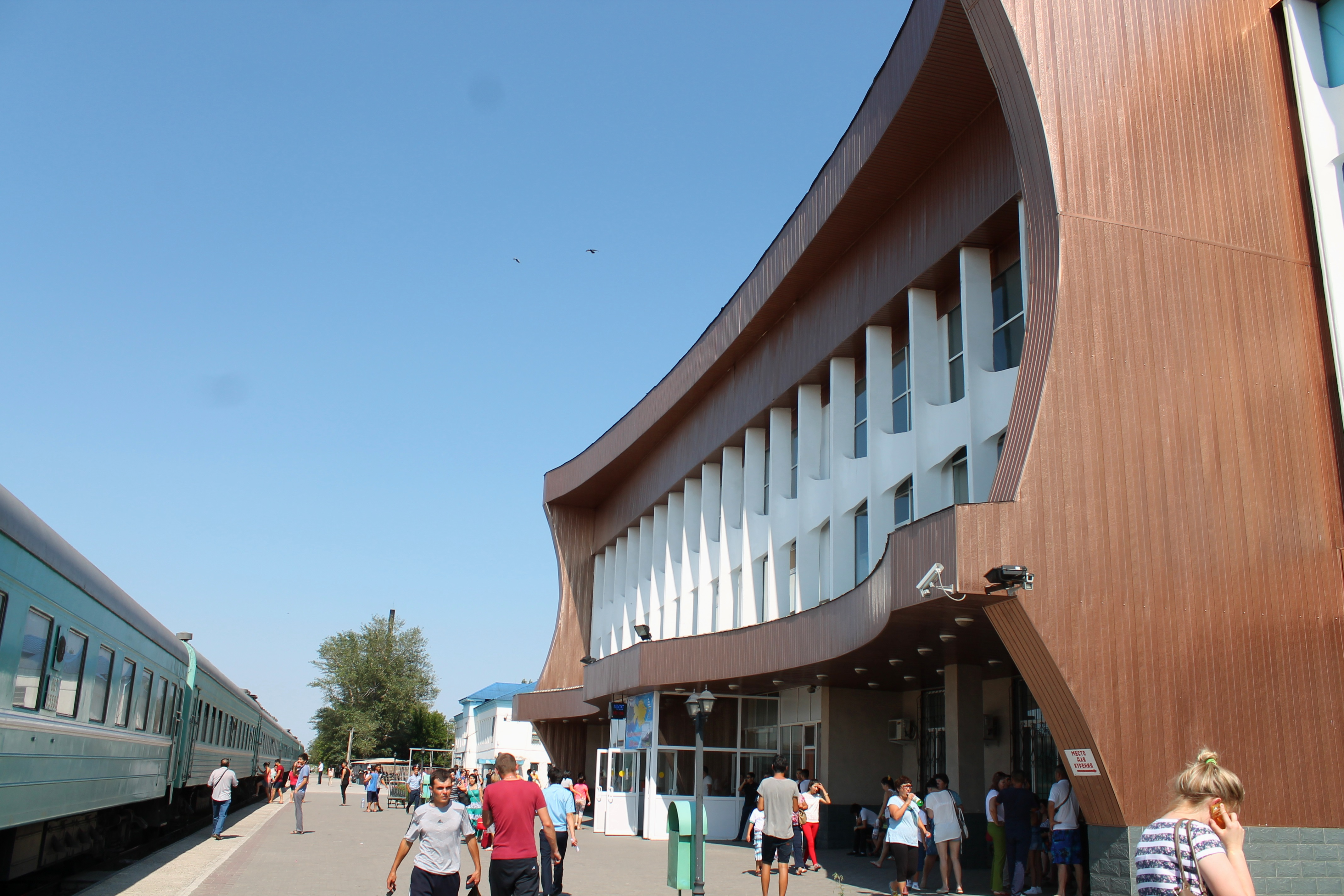
Здание вокзала со стороны путей, июль 2015 года

Семей является важным транспортным узлом Казахстана. Через город проходит ряд крупных автомобильных дорог, Туркестано-Сибирская железная дорога, в черте города находятся две железнодорожные станции — Семипалатинск и Жана-Семей. В городе функционирует аэропорт, который обслуживает внутренние рейсы в Алма-Ату, Астану, Шымкент и Усть-Каменогорск. По своим техническим характеристикам взлётно-посадочная полоса имеет возможность принимать любой тип воздушного судна.

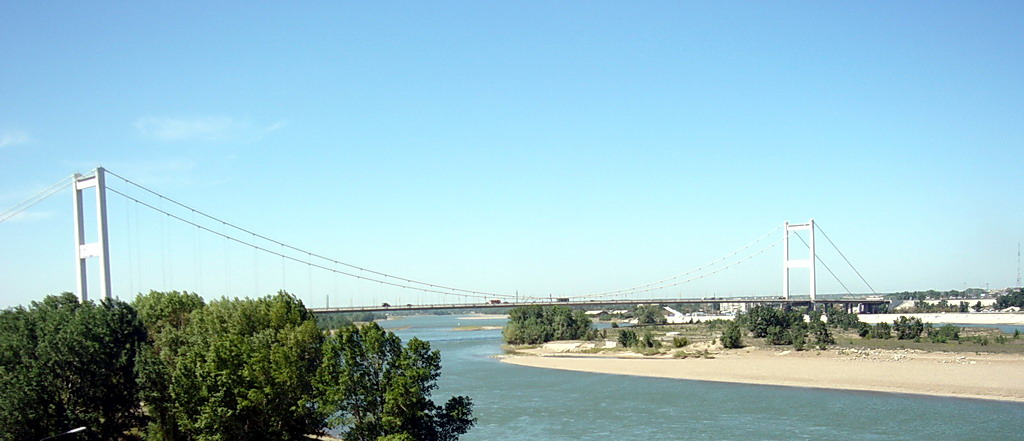
Семипалатинский подвесной мост через реку Иртыш

Через реку Иртыш перекинуты три моста: один железнодорожный, построенный в начале XX века, два автомобильных моста. «Старый» автомобильный мост располагается в восточной части города. «Новый» городской подвесной мост был открыт в 2001 году, строительство которого велось с 1998 года силами местных и иностранных компаний. В период строительства нового моста существовала также понтонная переправа через остров Бейбитшилик.
Город связан автобусными сообщениями с районами Абайской области, а также с другими регионами страны: Восточно-Казахстанской, Павлодарской, Жетысуской, Алматинской, Акмолинской областями, городами Алма-Ата и Астана. Регулярные автобусные рейсы выполняются в города России: Рубцовск, Барнаул, Новосибирск, Омск, Томск.
Городской транспорт представлен автобусами и маршрутными такси, всего имеется более 60 автобусных и микроавтобусных маршрутов. Основными внутригородскими магистралями являются проспекты Ауэзова и Шакарима.
На острове Бейбитшилик действует детская железная дорога. Железную дорогу построили в 1979 году, однако в 1990-х годах она закрылась, а в 2024 году её вновь открыли после капитального ремонта. В XX веке обсуждалось постройка троллейбусной сети, одна планы не были реализованы, таким образом к моменту распада СССР Семей был одним из крупнейших советских городов, где не было городского электротранспорта. В городе действовала заводская узкоколейная железная дорога — одна из немногих в Казахстане.
Стоимость проезда на общественном транспорте по состоянию на июль 2024 года составляла 80 тенге

## Образование и наука
Городскому отделу образования подчинены 73 школы, из которых 68 — общеобразовательные, 1 — основная, 3 — начальные, 1 — школа-сад. На казахском языке обучение ведётся в 26 школах, на русском — в 13, на двух языках — в 33. Непосредственно в черте города расположено 56 школ, остальные 27 — в сельской местности.
Средне-профессиональное образование в городе представлено 29 колледжами, среди которых наиболее известными являются: педагогический колледж им. М. О. Ауэзова, Музыкальный колледж им. Мукана Толеубаева, бизнес-колледж, медицинский колледж им. Калматаева, медицинский колледж «Авиценна», колледж радиотехники и связи, колледж строительства, колледж транспорта, колледж геодезии и картографии, финансово-экономический колледж, геологоразведочный колледж, пушно-меховой колледж, колледж «Кайнар», колледж «Семей» и др.
Высшее образование в городе представлено четырьмя высшими учебными заведениями: Государственный университет имени Шакарима города Семей и три частных — Казахстанский инновационный университет, Университет Алихана Бокейхана и Медицинский университет Семей.

## Здравоохранение
В Семее одними из первых в Казахстане была внедрена практика семейно-врачебных амбулаторий — в настоящее время в городе работают 16 государственных и 18 частных амбулаторий, оказывающих необходимую медицинскую помощь по месту жительства.
Стационарная медицинская помощь жителям и гостям города оказывается в клиниках: Медицинском центре Государственной медицинской академии города Семей (бывшая областная клиническая больница), Больнице скорой медицинской помощи, Семейском филиале АО «Железнодорожные госпитали медицины катастроф» (бывшая Железнодорожная больница) и других заведениях. Также есть узкоспециализированные центры: кожно-венерологический диспансер, онкологический диспансер, туберкулёзный диспансер, наркологический диспансер и центр психического здоровья. Важным поставщиком реабилитационных услуг является городской протезно-ортопедический центр, где функционирует цех по изготовлению протезов и ортезов.
В городе также работают более 60 стоматологических клиник, более 300 аптек и более 850 аптечных отделов, единственный в стране научно-исследовательский институт радиационной медицины и экологии, Больница сестринского ухода Красного Полумесяца и Красного Креста. Ряд ведущих больниц города ведёт с 1995 года сотрудничество с Американским Международным Союзом здравоохранения, с которым был подписан меморандум о партнёрских взаимоотношениях.

## Культура

### Музеи и галереи

Республиканский литературно-мемориальный дом-музей Абая

- Литературно-мемориальный дом-музей Абая включает 7 залов, которые расположены в здании XIX века, 10 залов в здании новой постройки в восточном стиле, здание медресе Ахмета-Ризы и минаретную часть мечети. Музей получил все эти здания в 1995 году в честь 150-летия Абая[58].
- Литературно-мемориальный дом-музей Достоевского был открыт к 150-летию со дня рождения Ф. М. Достоевского в доме, где он жил в 1857—1859 годах. К дому была сделана современная пристройка в форме полураскрытой книги по проекту архитектора В. Ф. Власова. У входа установлен памятник Ч. Ч. Валиханову и Ф. М. Достоевскому скульптора Д. Г. Элбакидзе[59].
- Историко-краеведческий музей расположен в бывшем доме генерал-губернатора, построенном в 1856 году по приказу губернатора Проценко. Музей размещается в здании с 1977 года, в нём собраны экспонаты, связанные с историей, культурой Семипалатинска[60].
- Восточно-Казахстанский областной музей изобразительных искусств имени семьи Невзоровых был основан в 1985 году и является одним из крупнейших в Казахстане собранием художественных ценностей. Несмотря на относительно небольшой размер коллекции, она представляет интерес как для любителей искусства, так и для специалистов. В музее представлены русское искусство периода с конца XVIII до начала XX века, изобразительное искусство Казахстана, небольшой отдел западноевропейской живописи и графики конца XVI — начала XX века, искусство стран СНГ XX—XXI века. Большой вклад в развитие музея внесла семья Невзоровых, в 1988 году Юлий Владимирович Невзоров, его супруга Антонина Михайловна и их дочь Юлия Юльевна передали в дар музею более 500 произведений искусства, в связи с чем в 1991 году музею было присвоено имя семьи Невзоровых[61]. Музей расположен в доме купца Степанова, построенного во второй половине XIX века[62].

### Библиотеки

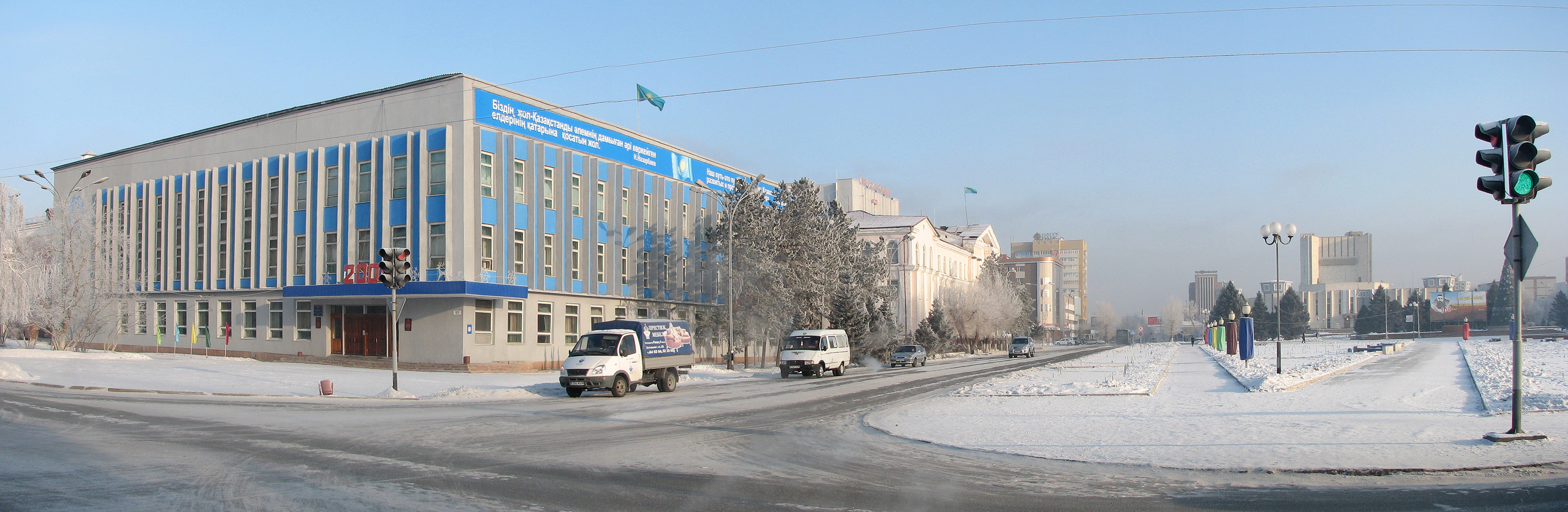
Восточно-Казахстанская областная универсальная библиотека имени Абая

В Семее функционируют Областная универсальная библиотека имени Абая, Центральная библиотечная система (включающая 4 массовые библиотеки, специальную библиотеку для слабовидящих), библиотеки вузов и колледжей, научно-техническая библиотека (филиал республиканской научно-технической библиотеки).
- Областная универсальная библиотека имени Абая, основанная в 1883 году, является старейшей библиотекой в Казахстане. В 1902 году в ней была организована бесплатная читальня, которой было присвоено имя Н. В. Гоголя в связи с 50-летием со дня его смерти. В первый год библиотека содержала 274 экземпляра книг, обслуживала 130 читателей. В декабре 1992 года она была переименована в библиотеку имени Абая. В настоящее время в фонде библиотеки свыше 343 тыс. экземпляров книг, она ежегодно обслуживает более 17039 читателей[63].

### Театры
Первая театральная труппа «Ес-аймак», состоявшая из 15 человек, была организована в городе в октябре 1920 года. Среди её первых участников были Иса Байзаков, Амре Кашаубаев, Жумат Шанин, Жусупбек Елебеков. В 1921 году в городе был поставлен спектакль «Енлик — Кебек» по пьесе М. О. Ауэзова.
Наиболее значимыми театрами города являются Казахский музыкально-драматический театр имени Абая и Восточно-Казахстанский областной театр драмы имени Ф. М. Достоевского (располагаются в одном здании).
- Казахский музыкально-драматический театр имени Абая был основан на базе драматической труппы «Ес-аймак». Организаторами театра выступили М. О. Ауэзов и К. И. Сатпаев, первым режиссёром — Г. Торебаев. Он открылся 10 мая 1934 года спектаклем «Месть» И. Джансугурова. Большую роль в становлении театра сыграли Ж. Т. Шанин, О. Беков, К. Джандарбеков, композитор Л. А. Хамиди и другие. Среди первых поставленных спектаклей — «Енлик — Кебек», «Айман — Шолпан», «Карагоз», «Под тенями прошлого», «Абай» М. О. Ауэзова, «Фронт» Б. Ж. Майлина, «Козы Корпеш – Баян сулу» и «Кыз Жибек» Г. М. Мусрепова. В 1984 году театр был награждён грамотой Верховного Совета Казахской ССР[65].
- Русский театр драмы имени Ф. М. Достоевского был организован 16 ноября 1934 года и открыт как Рабочий молодёжный театр 25 февраля 1935 года. Имя Ф. М. Достоевского театру было присвоено в 1975 году, в 1977 году — областной театр драмы. В 1930-х годах театр ставил пьесы «Далёкое» А. Н. Афиногенова, «Слава» В. М. Гусева, «Доходное место» А. Н. Островского, «Эмилия Галотти» Э. Лессинга. В то время творческий путь в театре начинали И. И. Загвоздкина, Е. Е. Орёл, Н. П. Батурин и другие. В годы Великой Отечественной войны многие актёры ушли на фронт, оставшаяся труппа выступала со спектаклями «Парень из нашего села» и «История одной любви» по К. М. Симонову. В дальнейшем в репертуар театра вошли спектакли «Живи и помни» В. Г. Распутина, «Тревога» А. Л. Петрашкевича, «Чайка» А. П. Чехова, «Ромео и Джульетта» У. Шекспира и многие другие[66].

### Кинотеатры

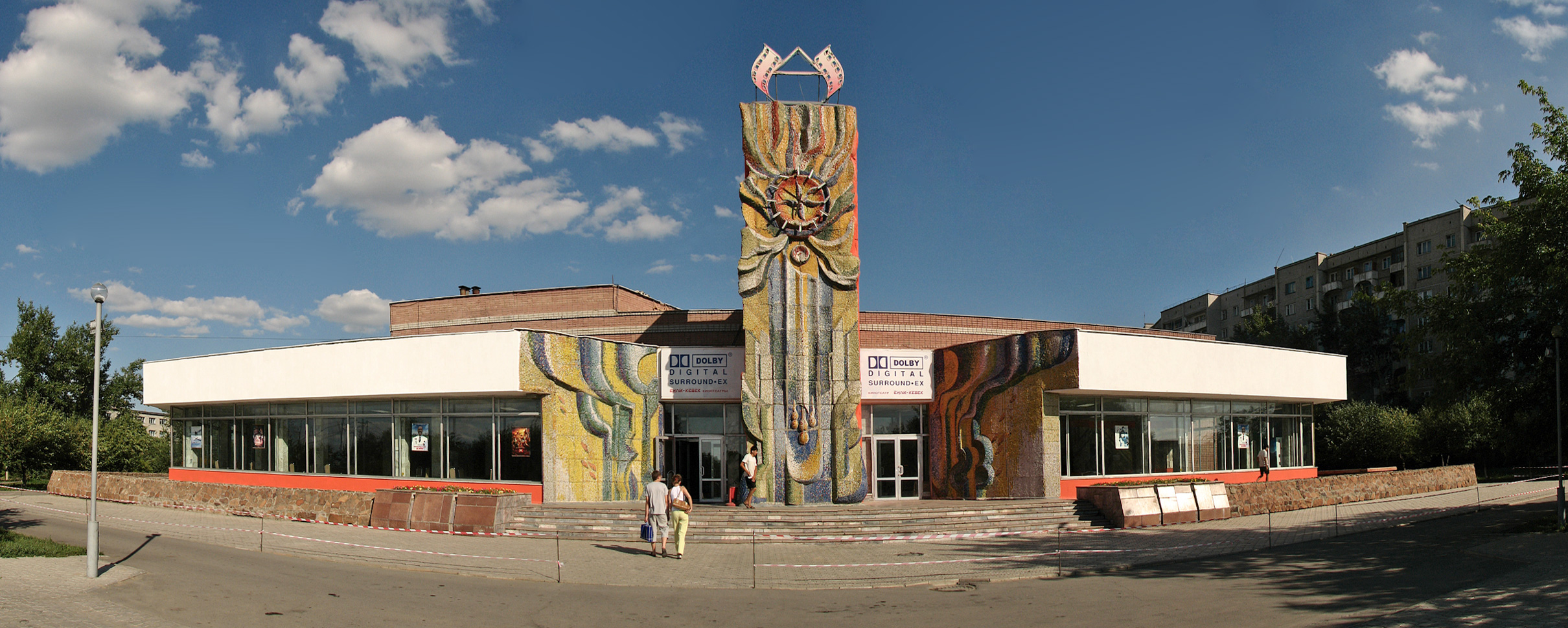
Здание бывшего кинотеатра «Енлик — Кебек»

В 1980-е годы в городе функционировали семь стационарных кинотеатров, а также 116 киноустановок в клубных учреждениях, учебных заведениях, на предприятиях.
В настоящее время количество кинотеатров сократилось: в городе действуют три стационарных кинотеатра — «G Cinema Park» (Әлем), «Dastan Cinema» и «Qazyna Cinema».

### Прочее
В Семее находится Семипалатинская филармония имени Амре Кашаубаева.

## Достопримечательности

### Архитектура
Семей — один из старейших городов республики Казахстан с богатой историей. В городе расположено множество объектов, которые относятся к памятникам архитектуры и истории республиканского и местного значения, а также множество памятников, посвящённым личностям, связанных с городом. Среди них:
- Одноминаретная мечеть — памятник архитектуры первой половины XIX века.
- Двухминаретная мечеть — образец культовой мусульманской архитектуры XIX века.
- Ямышевские ворота — единственные оставшиеся (западные) из трёх ворот Семипалатной крепости. Строились в 1773 году под руководством инженера-капитана И. Г. Андреева.
- Здание Музея изобразительных искусств имени семьи Невзоровых — памятник архитектуры второй половины XIX века, бывший дом купца Степанова.
- Здание бывшей мужской гимназии (сейчас корпус Казахского Гуманитарно-юридического инновационного Университета) — памятник истории и архитектуры, построено в 1872 году, в 1894—1919 году в нём размещалась мужская гимназия, в 1919—1934 годах — штаб 11-го сибирского округа белогвардейцев, военно-революционный штаб Советов. С 1934 года здание служит корпусом для различных высших учебных заведений.
- Мечеть Тыныбая Каукенова — памятник истории и архитектуры первой половины XIX века.
- Здание Китайского консульства — памятник архитектуры 1903 года постройки. В 1920—1963 годах в нём располагались китайская миссия, затем китайское консульство.
- Здание Насосной станции — памятник архитектуры 1910 года постройки, первый в Казахстане водопровод, построенный на средства купца Плещеева.
- Бывший дом губернатора (сейчас историко-краеведческий музей) — памятник истории и архитектуры второй половины XIX века.
- Православный Воскресенский собор — памятник истории и архитектуры 1856 года постройки.
- Литературно-мемориальный музей Ф. М. Достоевского — памятник истории. Рядом с мемориальным домом установлен бронзовый памятник «Ч. Валиханов и Ф. М. Достоевский» скульптора Д. Г. Элбакидзе.
- Дом Аниара Молдыбаева — родственника Абая. На доме установлены мемориальные доски на русском и казахском языках: «В этом доме ежегодно останавливался и проживал поэт и просветитель казахского народа Абай Кунанбаев в период 1878—1904 годы.»
- Храм Святых Петра и Павла — памятник архитектуры конца XIX века.
- Подвесной мост через реку Иртыш.
- Здание Республиканского литературно-мемориального музея Абая — старинный особняк, принадлежавший купцу Роману Борисову.
- Семипалатинская мечеть

### Памятники и мемориалы
- Мемориал героев Гражданской войны и революции был открыт 2 ноября 1977 года. Скульптор А. В. Тихомиров и другие, архитектор М. Михайлов. Мемориал состоит из трёх частей: нумерованные вагоны, женщины с детьми (высота 4,5 м) и музыканты (высота 4 м). Из дверей открытых вагонов видны силуэты измученных людей, на вагоне надписи «Навеки в памяти», «Борцы за мировую революцию, вас не забудут потомки»[68]. С 1982 года является памятником истории и культуры республиканского значения.
- Монумент «Сильнее Смерти» открыт 29 августа 2001 года на Полковничьем острове в память жертв Семипалатинского ядерного полигона. Автор проекта памятника — Шота Валиханов.
- Мемориал Победы — был открыт 9 мая 1985 года к 40-летию победы над фашистской Германией.
- Памятник Воинам-афганцам открыт 4 декабря 2002 года. Изготовлен из чёрного габбро. Скульптор — Муратбек Жанболатов.
- Монумент в честь 250-летия города Семипалатинска — был сооружён в 1972 году. Автор — ленинградский архитектор Томич.

## Главы города

### Первые секретари городского комитета КПСС
1. Запорожцев, Илья Григорьевич (~1959~
2. Лосева, Зоя Сергеевна (~1963-1971~
3. Савельев, Павел Васильевич (1972 по 1978)[69]
4. Ульянов, Николай Матвеевич (~1980 — 1990)
5. Шишкин Владимир Александрович (1990 — сентябрь 1991; в сентябре 1991 года Семипалатинский ГК КПСС распущен на основании решения XVII съезда КП Казахстана.)

### Председатели горисполкома
1. Бармашов, Константин Андреевич 1937—1942
2. Бердалин, Айтбек Машрапович 1952—1954 гг.
3. Жанбаев, Сагалбай 1954—1957 гг.
4. Лосева, Зоя Сергеевна ~1959~
5. Койшибаев, Жумабек 1969—1971~
6. Уразбаев Ч. К. (1979)
7. Коротенко Максим. Евгеньич. (2000)
8. Салимбаева Н. (1985—1987)
9. Нагманов, Кажмурат Ибраевич 1988—1991

### Акимы
1. Караханов, Есламбек Нурбекович (23 марта 1992 — 1994)[70][71]
2. Бутин, Вячеслав Сергеевич (1994—1995)
3. Рыболовлева, Нина Васильевна (1995—1997)[72][73]
4. Бутин, Вячеслав Сергеевич (1997—1998)[74]
5. Бергенев, Адылгазы Садвокасович (июнь 1998 — октябрь 1998)[75]
6. Чайжунусов, Маркен Жакиянович (октябрь 1998 — март 2000)[76][77]
7. Омаров, Нурлан Сраилевич (март 2000 — ноябрь 2001)
8. Турлыханов, Кайрат Болатович (ноябрь 2001 — октябрь 2002)
9. Кажибаев, Амангельды Кажибаевич (4 ноября 2002 — 15 января 2004)[78]
10. Омаров, Нурлан Сраилевич (январь 2004 — 2007)
11. Айнабеков, Мейрамхат Карибекович (12 марта 2007 — январь 2011)
12. Каримов, Айбек Муталапханович (январь 2011 — 16 июня 2015)
13. Салимов, Ермак Бидахметович (16 июня 2015 — 25 января 2021)
14. Сактаганов, Нурымбет Аманович (с 25 января 2021 — 28 июня 2021)[79]
15. Байахметов, Бакытжан Какенкаджиевич (28 июня 2021 — 28 августа 2022)[80][81]
16. Нурсагатов, Нурбол Тулегенович (7 октября 2022 — 23 декабря 2024)[82]
17. Муратов, Талгат Батырович (с 23 декабря 2024)[83]

## Спорт

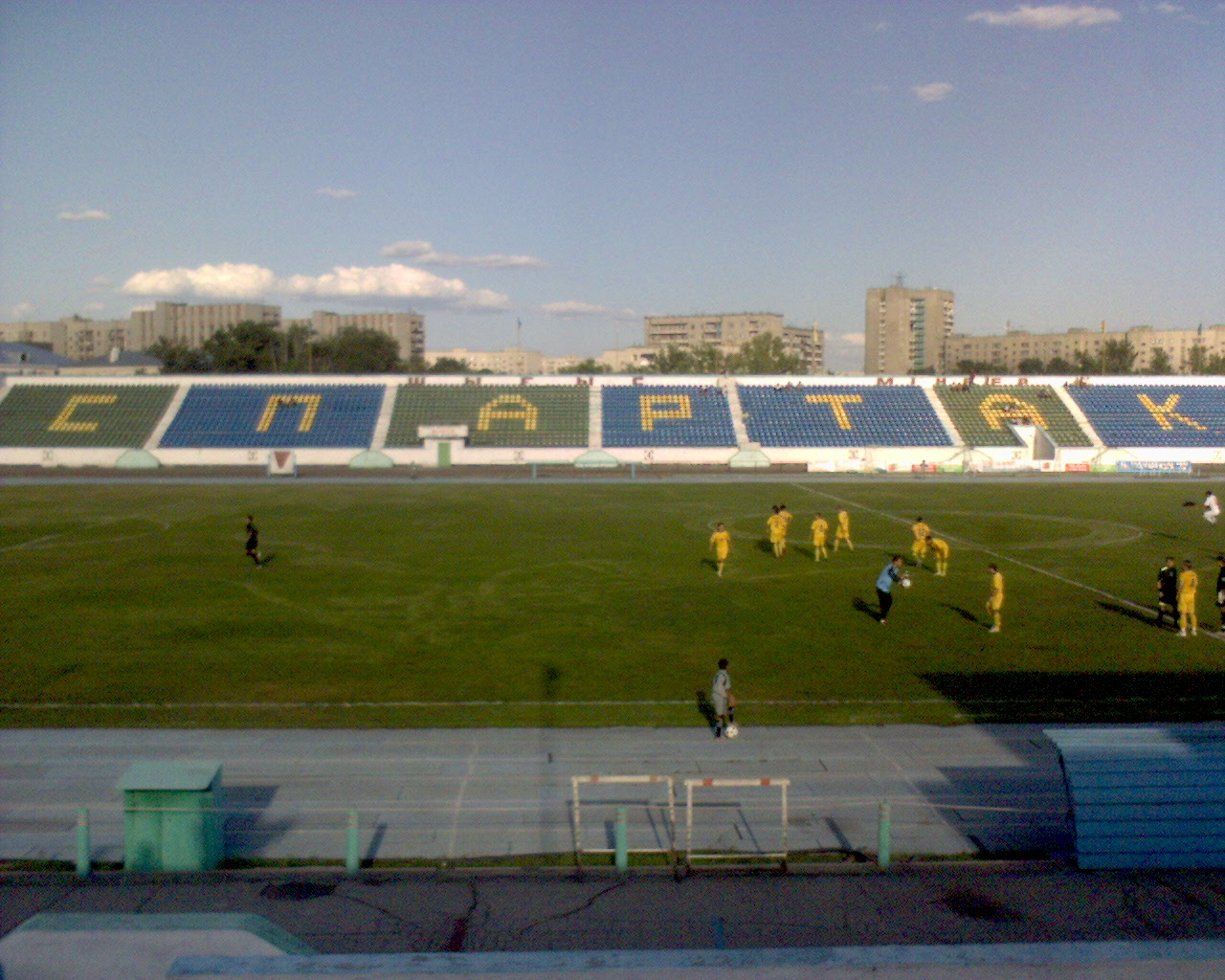
Стадион «Спартак»

В 1913—1914 годах в Семипалатинске появились первые казахстанские футбольные команды: ССК, «Олимп», «Ласточка», «Орлята», «Ярыш». В составе ФК «Ярыш» выступал будущий литератор, этнограф и поэт Мухтар Омарханович Ауэзов (1897—1961). 20 — 21 сентября 2013 года в городе было отпраздновано столетие футбола. В Семее была открыта улица «Қазақстан футболына 100 жыл», а на стадионе «Спартак» 21 сентября в 18.30 состоялось торжественное открытие праздника с парадом звёзд футбола, театрализованным представлением и матчем команд «Динамо» (Киев) — «Динамо» (Тбилиси). Мероприятие окончилось грандиозным фейерверк-шоу. В Семипалатинске родился Кличко, Владимир Владимирович (род. 1976) — украинский профессиональный боксёр, чемпион мира, выступающий в тяжёлой весовой категории. Чемпион XXVI Олимпийских игр в весовой категории свыше 91 кг (1996). В 2022 году с объявлением новости о создании области Абай, болельщиками стали подниматься вопросы о возрождении футбольного клуба в городе Семей.
В августе 2022 года, на стадионе «Спартак» в присутствии Акима области Абай Нурлана Уранхаева прошла презентация Общественного фонда Футбольный клуб «Елимай», учредителями которого стали воспитанник семейского футбола Самат Смаков и депутат областного маслихата Серик Байгалиев. В сентябре была презентована эмблема нового клуба.

## Средства массовой информации
В годы советской власти в городе выходила, одна из самых популярных в Республике, областная газета «Иртыш».
Телевещание осуществляется с 1965 года. В городе вещают телеканалы: «ТВК-6», «Казахстан», «Первый канал Евразия», «31 канал», «КТК», «НТК», «Хабар», «Astana TV», «7 канал». Радиостанции: «Радио 7», «Европа Плюс», «Радио NS», «Русское радио Азия», «Ретро FM Казахстан», «Радио Maudzidun» и др. Работают кабельные компании «Alma-TV» и «Семсат». Выпускаются газеты «Спектр», «Наше Дело», «Семей Таңы», «Арна», «Ертіс өңірі» и др.

## Семей в филателии

Авиапочтовый художественный маркированный конверт СССР (1979, № 13840): Семипалатинск. Кинотеатр «Октябрь»

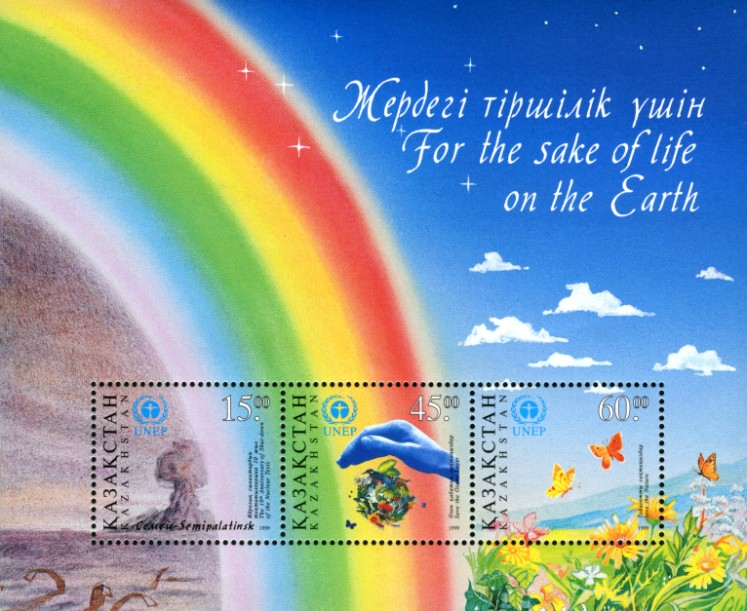
Почтовый блок Казахстана (1999) с маркой (левая крайняя) в честь 10-летия прекращения ядерных испытаний в Семипалатинске

В Советском Союзе не были выпущены специальные почтовые марки, посвящённые этому городу, хотя ряд персоналий, связанных с Семипалатинском, были удостоены такой чести.
В то же время Министерство связи СССР выпустило 17 художественных маркированных конвертов, на которых были запечатлены достопримечательности города и отмечен один из его юбилеев:
- 1967 (№ 5275) — Семипалатинск. Телевизионный центр.
- 1967 (№ 5346) — Семипалатинск. Гостиница «Семей».
- 1968 (№ 5621) — 250 лет Семипалатинску.
- 1971 (№ 7846) — Семипалатинск. Дом-музей Достоевского.
- 1978 (№ 13034) — Семипалатинск. Дом Советов.
- 1978 (№ 13035) — Семипалатинск. Улица имени Ленина.
- 1979 (№ 13461) — Семипалатинск. Драмтеатр.
- 1979 (№ 13840, авиа) — Семипалатинск. Кинотеатр «Октябрь».
- 1980 (№ 14570, авиа) — Семипалатинск. Улица имени Ленина.
- 1982 (№ 15474, авиа) — Семипалатинск. Кинотеатр «Октябрь».
- 1985 (№ 429) — Семипалатинск. Кинотеатр «Октябрь».
- 1985 (№ 596) — Семипалатинск. Дом политического просвещения.
- 1986 (№ 406) — Семипалатинск. Железнодорожный вокзал (художник Н. Ветцо).
- 1986 (№ 407) — Семипалатинск. Железнодорожный вокзал (художник В. Шатихин).
- 1987 (№ 487) — Семипалатинск. Кинотеатр «Октябрь».
- 1989 (№ 380) — Семипалатинск. Памятник павшим в гражданской войне.
- 1989 (№ 494) — Семипалатинск. Двухминаретная мечеть.

Семей впервые появился на почтовых марках уже во времена независимого Казахстана. В 1999 году вышел художественный почтовый блок «Ради жизни на Земле», автором которого был художник Д. Мухамеджанов. Блок был отпечатан в типографии «Бундесдрукерай» в Берлине тиражом 300 000 экземпляров. Одна из трёх марок блока (№ 269) была приурочена к 10-й годовщине с момента прекращения ядерных испытаний на Семипалатинском ядерном полигоне. Номинал марки — 15 тенге.

## Города-побратимы
| Город    | Год  | Страна  |
| -------- | ---- | ------- |
| Ипр      | 2012 | Бельгия |
| Пушкин   | 2013 | Россия  |
| Рубцовск | 2018 | Россия  |

## Города-партнёры
| Город   | Год | Страна   |
| ------- | --- | -------- |
| Могилёв |     | Беларусь |